# Нтундувала
Нтундува́ла (англ. Nthunduwala) — вища традиційна громада у складі дистрикту Касунгу Центрального регіону Малаві.
Населення — 11269 осіб (2018).